# Marian Styrczula-Maśniak
Marian Styrczula-Maśniak (ur. 18 grudnia 1935 w Kościelisku, zm. 31 lipca 2024) – polski stolarz, muzyk, rzeźbiarz, lutnik, skrzypek, instruktor i założyciel zespołów góralskich.

## Działalność muzyczna
W latach 1945–51 założyciel i członek zespołu w SP w Kościelisku, w latach 1951-55 założyciel, instruktor oraz kierownik artystyczny zespołu w Szkole Przemysłu Drzewnego w Zakopanem.
W latach 1957–66 członek zespołu im. Klimka Bachledy. W latach 1961–65 instruktor zespołu dziecięcego przy SP nr 1 w Zakopanem (później – zespół im. Bartusia Obrochty). W latach 1967–85 członek, założyciel, kierownik organizacyjny i artystyczny reprezentacyjnego zespołu miasta Zakopane „Maśniaki”. Autor wielu widowisk opartych o staro-góralską tradycję m.in. „Prządki”, „Wicie różdżek”, „Trocki”, „Wesele Góralskie”, „Obrzęd Świętojański na Hali”, „Redyk”.
W latach 1974–81 założyciel, instruktor oraz kierownik zespołu „Małe Maśniaki” w SP nr 2 w Zakopanem. W latach 1974–84 nauczyciel, inicjator utworzenia pierwszej w Polsce klasy muzyki regionalnej przy Państwowej Szkole Muzycznej w Zakopanem, a następnie w kilku szkołach podstawowych na terenie Podhala, wraz z autorskim programem nauczania.
W 1977 koncertował z przygotowaną przez siebie 100 osobową dziecięcą kapelą góralską na scenie teatru „Morskie Oko” w Zakopanem podczas jubileuszu 10-lecia zespołu „Maśniaki”. Nagrał wiele audycji radiowych i telewizyjnych w kraju i zagranicą, uczestniczył w filmach i spektaklach teatralnych.
W roku 1985 wyjechał do Stanów Zjednoczonych. W latach 1985–87 instruktor zespołu regionalnego „Krywań” w Chicago z którym trzykrotnie występował na festiwalu zwanym Jesienią Tatrzańską zdobywając pierwsze nagrody. W 1986r po raz pierwszy w Ameryce Północnej wystawił opracowane, przygotowane muzycznie i wyreżyserowane przez siebie w całości rodzime widowisko pt. „Jadwisia spod Regli” Juliana Reimschlussela, nazywane operą góralską. W 2004r przygotował zespół „Podhale” na 75-lecie ZPAP w New Jersey.
Autor książki pt. Podhalański rodowód muzycznej i artystycznej twórczości górali, wydanej przez Rudolfa Klimka w 2010 r.

## Działalność stolarska, lutnicza i rzeźbiarska

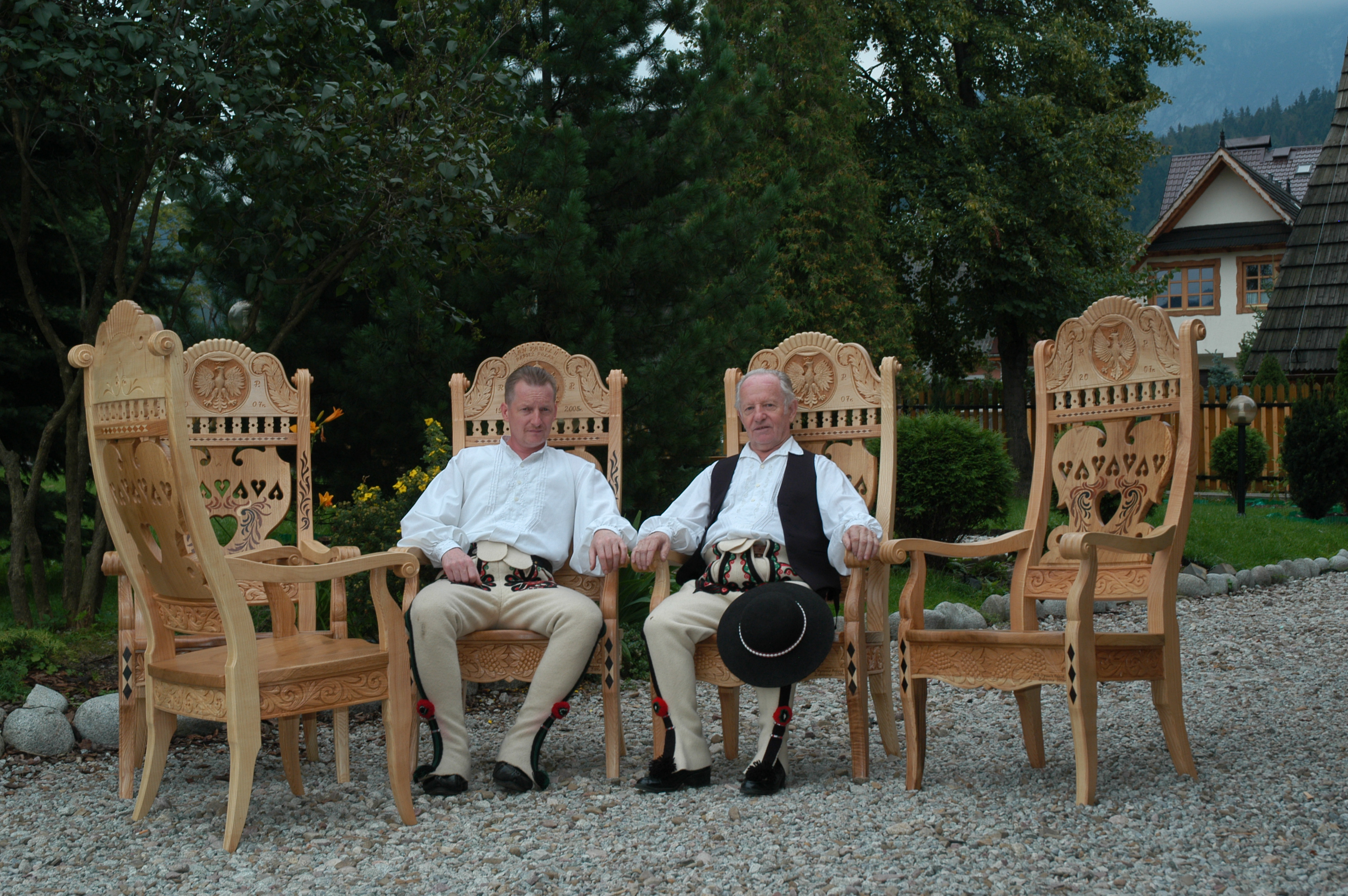
Marian Stryczula-Maśniak i jego „trony”

W latach 1957–66 zdobywał doświadczenie zawodowe w zakładzie stolarskim mistrza Jana Tylki w Zakopanem. Wykonywał głównie prace sakralne i wystrój wnętrz. Prace, których był współautorem otrzymały 2 złote medale na Międzynarodowych Wystawach Mebli Regionalnych (Frankfurt 1961, Monachium 1962).
W 1966 r. otworzył własny zakład stolarski, w którym również wykonywał instrumenty muzyczne. Stworzył m.in. skrzypce, kilka basów góralskich, wiolonczele, kontrabasy, gitary akustyczne, kozy góralskie, trombity, piszczałki, piszczałki pasterskie, ok. 140 gęślików różnych rozmiarów.
W latach 1980–85 nauczyciel stolarstwa regionalno-artystycznego w szkole budowlanej w Zakopanem. Od 1985 wykonywał wiele prac stolarskich w Stanach Zjednoczonych i Polsce.

## Nagrody i odznaczenia
Laureat i zdobywca wielu głównych nagród na ogólnopolskich i międzynarodowych przeglądach i festiwalach, m.in. 
- 1955: Złoty Medal i tytuł „Konkursowego Laureata na Światowym Festiwalu, Śpiewaków, Tancerzy i Instrumentalistów Ludowych -Warszawa 1955"
- 1959: I nagroda dla kapeli Maśniaki na konkursie w Nowym Targu, a także wyróżnienie za pierwszy na Podhalu występ muzyki w podwojonym składzie: 2 prymy, 4 sekundy, 2 basów
- 1975-1978: Nagroda Naczelnika Miasta Zakopanego za wybitne osiągnięcia artystyczne
- 1975: Nagroda Ministra Kultury i Sztuki
- 1977: Odznaka Zasłużonego Działacza Kultury
- 1977: Nagroda Ministra Kultury i Sztuki dla braci Maśniaków na przeglądzie muzykujących rodzin we Wrocławiu
- 1978: Złoty Krzyż Zasługi
- 1978: Odznaka za zasługi dla miasta Zakopanego
- 1978: Honorowa Odznaka Podtatrza
- 1983: Nagroda dyrektora wydziału Kultury i Sztuki
- 1987: Główna Nagroda na festiwalu Jesień Tatrzańska - Chicago
- 1994: I nagroda i tytuł Konkursowego Laureata dla kapeli Maśniaki na 28 Ogólnopolskim Festiwalu Kapel i Śpiewaków Ludowych w Kazimierzu Dolnym nad Wisłą
- 2005: Laureat Nagrody im. Oskara Kolberga
- 2008: HONORIS GRATIA – za twórczy wkład w zakresie rzemiosła regionalnego stroju i muzyki. Rada naukowa Związku Podhalan

Ponadto jako kierownik zespołu „MAŚNIAKI” zdobył: 
- 3 złote i 4 srebrne ciupagi na Międzynarodowym Festiwalu Folklory Ziem Górskich w Zakopanem
- główne nagrody na Festiwalu Folkloru Górali Polskich w Żywcu i Sabałowych Bajaniach w Bukowinie Tatrzańskiej